# Polyrhaphis argentina
Polyrhaphis argentina är en skalbaggsart som beskrevs av Lane 1978. Polyrhaphis argentina ingår i släktet Polyrhaphis och familjen långhorningar.
Artens utbredningsområde är Paraguay. Inga underarter finns listade i Catalogue of Life.